# Myrna Hague
Pour les articles homonymes, voir Hague.
Myrna Hague est une chanteuse jamaïcaine.

## Biographie
La carrière de Myrna Hague commence au milieu des années 1960 ; c'est pourquoi elle est surnommée la première femme jamaïcaine du jazz. Elle se produit dans des salles de jazz à Londres et enregistre pour le label Studio One, notamment l'album Melody Life.
Hague est membre du conseil d'administration de la Commission jamaïcaine de développement culturel (JCDC) et ancienne tutrice à la Jamaica School of Music. Elle remporte le Caribbean Broadcasting Union Song Festival en 1990 et remporte à plusieurs reprises le Jamaica Music Industry Award pour le jazz ainsi que le Jamaica Federation of Musicians Award et le Special Merit Award en 1993.
Hague fonde le festival de jazz d'Ocho Rios avec son mari, le musicien de jazz Sonny Bradshaw, et continue d'organiser le festival.
En 2004, on lui diagnostique un cancer du sein, elle se rétablit après un long traitement.
Elle fait des tournées internationales, dernièrement en tant que chanteuse invitée avec Jazz Jamaica, et dans le cadre de Women in Jazz et du Jamaica Big Band.
En novembre 2012, elle reçoit un Caribbean Hall of Fame Award de la Caribbean Development for the Arts, Sports and Culture Foundation.
En octobre 2015, elle reçoit une médaille Musgrave d'argent pour sa contribution musicale et le mois suivant un doctorat en études culturelles de l'université des Indes occidentales, pour sa thèse sur le jazz dans les Caraïbes.

## Source de la traduction
- (en) Cet article est partiellement ou en totalité issu de l’article de Wikipédia en anglais intitulé « Myrna Hague » (voir la liste des auteurs).